# 千家元麿
千家 元麿（せんげ もとまろ、1888年〈明治21年〉6月8日 - 1948年〈昭和23年〉3月14日）は、日本の詩人。人道派的な詩人として知られる。新しき村の関係者。

## 経歴
出雲国造家当主の千家尊福の長男（庶子）として東京市麹町区（現・東京都千代田区）三番町の父の別邸に生まれる。母は画家の小川梅崖（本名・豊子）。浦和、静岡、麻布六本木の小学校を転じたのちに、慶應義塾幼稚舎から慶應義塾普通部に入り、寄宿舎に入ったが1年で退学し、東京府立第四中学校（現・東京都立戸山高等学校）に転校して、校長の自宅に預けられた。1904年（明治37年）学業に興味を失い実家に戻る。さらに家出事件を起こし、仙台に預けられるも半年ほどで東京に帰る。神田の英語学校に入る。この頃、上野、浅草界隈に遊ぶ。また、『萬朝報』、『電報新聞』、『新潮』などに俳句、短歌の投稿を始める。吉井勇、佐藤惣之助らと識り、詩は河井酔茗、短歌は窪田空穗、俳句は佐藤紅緑に師事し、自らの号を、暮郎、銀箭峰と定めた。この頃、実家が芝公園の官舎から牛込に移る。1909年（明治42年）11月自由劇場の第1回試演であるイプセンの「ヨーン・ガブリエル・ボルクマン」を有楽座で観劇、関心の対象が歌舞伎から新劇に移る。チェーホフ、トルストイの作品を読む。1912年（大正元年）10月、讀賣新聞社にて開催された「ヒュウザン會」（のちに「フュウザン會」の展覧会で木村荘八、岸田劉生を知る。11月日本洋畫協會出版部により千家の編集による雑誌『生活』創刊。12月福士幸次郎、佐藤惣之助らとらと雑誌『テラコツタ』創刊。誌上で武者小路実篤の『世間知らず』を激賞し、武者小路に師事し、交流を開始する。1913年（大正2年）赤沢千代子と結婚。1914年（大正3年）1月佐藤とともに雑誌『エゴ』創刊。同月「ゴッホに就て雑感」、脚本「熱狂した子供等」、詩「六号雑記」、7月脚本「家出の前後」、11月小説「罪」をいずれも『エゴ』に寄稿。1916年（大正5年）3月個人雑誌『善の生命』を創刊。東京市外巣鴨村新田の千家宅を発行所とする。8月長男宏誕生。10月、犬養健らとともに同人誌『生命の川』を創刊。これには、尾崎喜八、倉田百三、高橋元吉らも参加した。1917年（大正6年）9月同人誌『愛の本』を創刊。11月同誌に詩「車の音」「わが児は歩む」「野球」「初めて子供を」「自分は見た」「白鳥の悲しみ」など16篇を発表。
1918年（大正7年）1月父尊福死去。3月白樺同人作成の『白樺の森』に詩を7篇寄稿。5月第一詩集『自分は見た』を上梓。1919年（大正8年）9月詩集『虹』刊行。同年、次男潔誕生。1920年（大正9年）2月中川一政、宮崎丈二らと雑誌『詩』を創刊。10月同人詩集『麥』を創刊する。この頃、ほかに『白樺』にも作品を発表した。1921年（大正10年）4月詩集『野天の光り』、10月詩集『新生の悦び』を刊行。1922年（大正11年）3月室生犀星、佐藤惣之助、尾崎喜八、百田宗治らと詩誌『嵐』を創刊。7月曠野叢書の一冊『夜の河』刊行、8月現代詩人叢書の一冊『炎天』刊行。この頃、『日本詩人』にも寄稿。またこの年鎌倉大町に転居。1923年（大正12年）9月、鎌倉より横浜に転居するが、1週間目に関東大震災罹災。川崎の佐藤惣之助の家に一時寄寓。次に夫人の郷里である埼玉県飯能に移り、天覧山の麓に住む。この頃、中西悟堂を知る。1924年（大正13年）3月新しき村出版部より脚本集『冬晴れ 千家元麿短篇脚本選集』刊行。妻子を飯能に置いたまま、自身は大井町滝王子に住む。9月詩集『眞夏の星』刊行。1926年（大正15年）7月詩集『夏草』刊行。1927年（昭和2年）東京市外長崎町五郎窪（現在・豊島区長崎）に転居。1929年（昭和4年）6月自伝的作品『昔の家 長篇叙事詩』刊行。この頃、下落合葛ケ谷、江古田2丁目へと移り住んだ。病気のため半年ほど病院入院。のち豊島区長崎町、長崎南町（現在・5丁目）と転居。以後10年ほど外出することなく過ごす。1931年（昭和6年）3月詩集『霰 詩集』刊行。また、同年東京音楽学校編纂により発行された『新歌曲 第一輯』に千家作詞、橋本國彦作曲の「川」が掲載される。1936年（昭和11年）8月『蒼海詩集』刊行。1939年（昭和14年）長男宏が俳句雑誌『桃青』を創刊したことにより、若い人々と句作に熱中する。1943年（昭和18年）5月随筆集『詩・美・自然』刊行。この年、2人の子が応召する。1944年（昭和19年）長男ビルマにて戦死。1945年（昭和20年）5月飯能に近い吾野畑井に起居に不自由な夫人を疎開させ、長男の葬祭のため大社に赴く。1946年（昭和21年）3月夫人死去。4月疎開地より東京に戻る。7月次男復員。
1948年3月3日に食糧の買い出しに行った際に風邪をひき、気管支肺炎を発症したのち、3月14日に東京都豊島区長崎の自宅で死去。17日武者小路実篤ら友人により自宅で葬儀。26日郷里である出雲大社にて実弟尊有による葬祭。千家家墓所に夫人の分骨とともに埋葬される。

## 著書

### 単著
- 『詩集 自分は見た』玄文社、1918年5月。 NCID BA48316506。全国書誌番号:42006304。
  - 『自分は見た』（復刻版）日本近代文学館〈名著複刻詩歌文学館 山茶花セット14〉、1980年12月。 NCID BN00305874。全国書誌番号:42006304。
- 『虹』新潮社、1919年9月。 NCID BN07729766。全国書誌番号:42006714。
- 『青い枝』以文社、1920年3月。 NCID BA70054722。全国書誌番号:43030583。
- 『詩集 野天の光』新潮社、1921年4月。 NCID BA89132785。全国書誌番号:42002919。
- 『家出の前後』叢文閣〈現代劇叢書 第3編〉、1921年9月。 NCID BA89134190。全国書誌番号:43030105。
- 『詩集 新生の悦び』芸術社、1921年10月。 NCID BN09882378。全国書誌番号:43032671。
- 『元麿詩選 太陽の愛』隆文館〈聖書文学会選〉、1921年7月。 NCID BA54171791。全国書誌番号:43035389。
- 『詩集 夜の河』曠野社〈曠野叢書 7〉、1922年7月。 NCID BN15091060。全国書誌番号:42001652。
- 『炎天』新潮社〈現代詩人叢書 第7編〉、1922年8月。 NCID BA70075937。全国書誌番号:43030173。
- 『千家元麿詩集』宮坂栄一、1923年2月。 NCID BN11855538。全国書誌番号:43040841。
- 『冬晴れ』新しき村出版部〈人類の本 第4〉、1924年3月。 NCID BA8913264X。全国書誌番号:43040622。
- 『詩集 真夏の星』新作社、1924年9月。 NCID BA3264918X。全国書誌番号:43041046。
- 『千家元麿詩集』武者小路実篤撰、新しき村出版部〈村の本 第2篇〉、1925年11月。 NCID BN15267473。全国書誌番号:42010015。
- 『詩集 夏草』平凡社、1926年7月。 NCID BN0953613X。全国書誌番号:43042520。
- 『長篇叙事詩 昔の家』木星社書院、1929年6月。 NCID BN0953532X。全国書誌番号:47022324。
- 『千家元麿詩集』改造社〈改造文庫 第2部 第95篇〉、1930年4月。 NCID BA89132457。全国書誌番号:46089086。
- 『詩集 霰』やぽんな書房、1931年3月。 NCID BA89132832。全国書誌番号:46076636。
- 『蒼海詩集』文学案内社、1936年8月。 NCID BA89132719。全国書誌番号:46062298。
- 『大東亜戦争戦曲集』扶桑閣〈馬鈴薯叢書 第3〉、1942年7月。 NCID BA8913442X。全国書誌番号:46026916。
- 『詩・美・自然』国民社、1943年5月。 NCID BA5638610X。全国書誌番号:46027961。
- 『千家元麿詩集』武者小路実篤編、一燈書房、1949年5月。
- 『千家元麿詩集』酣燈社〈詩人全書〉、1951年10月。 NCID BN14585859。全国書誌番号:52000802。
- 『千家元麿詩集』武者小路実篤選、岩波書店〈岩波文庫〉、1951年12月。 NCID BN01047672。全国書誌番号:52002539。
- 『千家元麿詩集』尾崎喜八編、新潮社〈新潮文庫〉、1953年11月。 NCID BA74844104。全国書誌番号:54001204。
- 『千家元麿詩集』小海永二編、彌生書房〈世界の詩 58〉、1968年7月。 NCID BN09831639。全国書誌番号:68014806。
- 『千家元麿句集』皆美社、1981年3月。全国書誌番号:81030532。

### 編集
- 『善の生命』 第2集、善の生命社、1916年6月。全国書誌番号:42016452。

### 共作・合作
- 『「詩」同人詩集 麦』叢文閣、1920年10月。 NCID BA61242120。全国書誌番号:43030690。
- 『福士幸次郎集・佐藤惣之助集・千家元麿集』新潮社〈現代詩人全集 第10巻〉、1929年12月。 NCID BN05043888。全国書誌番号:46086350。

### 全集
- 『千家元麿全集』 上巻、同 刊行会編、彌生書房、1964年2月。 NCID BN06787166。全国書誌番号:64002986 全国書誌番号:88057824。
- 『千家元麿全集』 下巻、同 刊行会編、彌生書房、1965年10月。 NCID BN06787166。全国書誌番号:65010119 全国書誌番号:88057824。